# Circunlóquio
Circunlóquio é uma figura de linguagem que consiste em um discurso pouco direto, no qual o escritor foge do ponto principal pelo abuso de expressões, que estende demasiadamente algo que pode ser dito em poucas palavras.
Exemplos:
- “Manter um alto grau de atividade…” (Em vez de “trabalhar bastante”)
- “Grupos de idêntica natureza…” (Em vez de “grupos iguais”)
- “Estamos trabalhando para que haja consenso entre os estudantes” (Em vez de “Queremos um consenso”)
- “Estudamos demasiadamente para obtermos êxito na prova de seleção da universidade” (Em vez de “Estudamos muito para passar no vestibular”).
- “Sua frase está ortograficamente equivocada” (Em vez de “Sua frase está errada”)